# Rockaway Beach
"Rockaway Beach" es una canción de la banda de punk rock, Ramones la cual fue incluida en su álbum Rocket to Russia de 1977. La canción fue compuesta por el bajista Dee Dee Ramone con el estilo de the Beach Boys y el antiguo sonido de las bandas de surf rock. La canción es acerca de las playas en la Península de Rockaway Queens, donde a Dee Dee le gusta pasar el tiempo. Johnny Ramone guitarrista de la banda, afirmó que Dee Dee era "el único bañista real" en el grupo.[cita requerida] Fue lanzado en 1977 y es uno de los sencillos de Ramones que más alto llegó en las listas, en las que alcanzó el número 66 en el Billboard Hot 100. 
- Datos: Q7354942